# NGC 5274
NGC 5274 est une vaste et lointaine galaxie elliptique compacte, située dans la constellation des Chiens de chasse. Sa vitesse par rapport au fond diffus cosmologique est de 13 504 ± 17 km/s, ce qui correspond à une distance de Hubble de 199 ± 14 Mpc (∼649 millions d'al). NGC 5274 a été découverte par l'astronome français Édouard Stephan en 1881.
À ce jour, deux mesures non basées sur le décalage vers le rouge (redshift) donnent une distance de 165,000 ± 43,841 Mpc (∼538 millions d'al), ce qui est à l'intérieur des valeurs de la distance de Hubble. Notons cependant que c'est avec la valeur moyenne des mesures indépendantes, lorsqu'elles existent, que la base de données NASA/IPAC calcule le diamètre d'une galaxie et qu'en conséquence le diamètre de NGC 5274 pourrait être d'environ 50,4 kpc (∼164 000 al) si on utilisait la distance de Hubble pour le calculer.